# Séries E1 - Shinkansen

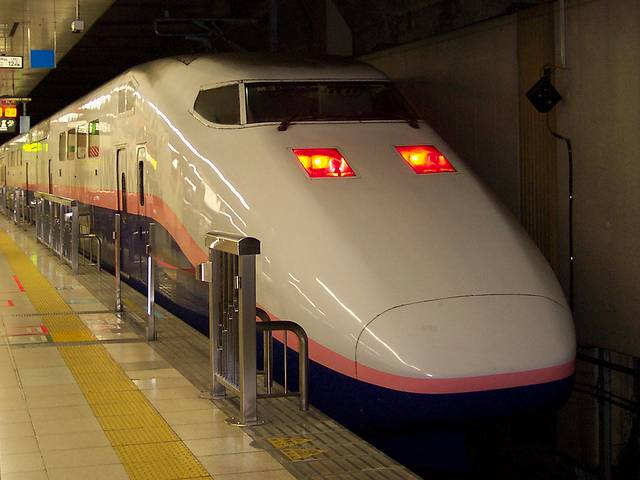
Shinkansen da série E1

Os comboios Shinkansen da série E1, introduzidos em 1994, foram as primeiras unidades de dois andares a ser construídos para as linhas dedicadas de alta velocidade Shinkansen do Japão. Esta série, tal como o ser semelhante de dois andares, o Shinkansen da série E4, são conhecidos como "MAX" (Multi-Amenity eXpress).
Estas séries foram introduzidas especificamente para aliviar a sobrecarga em serviços suburbanos nas linhas Tohoku Shinkansen e Joetsu Shinkansen. Devido à incompatibilidade crescente com as estações da linha Tohoku, que estava a ser mais usada pelos serviços do norte do Japão, todas as unidades de seis e doze carruagens foram transferidas para a linha Joetsu em 1999, e as unidades de oito carruagens da série E4 foram substituídas pelas unidades da série E1 na linha Tohoku.
Nas horas de ponta, os comboios, que têm uma capacidade padrão de 1.235 passageiros sentados, podem aumentar a sua capacidade em 200% (tantos lugares de pé como sentados).